# Joachim Peiper

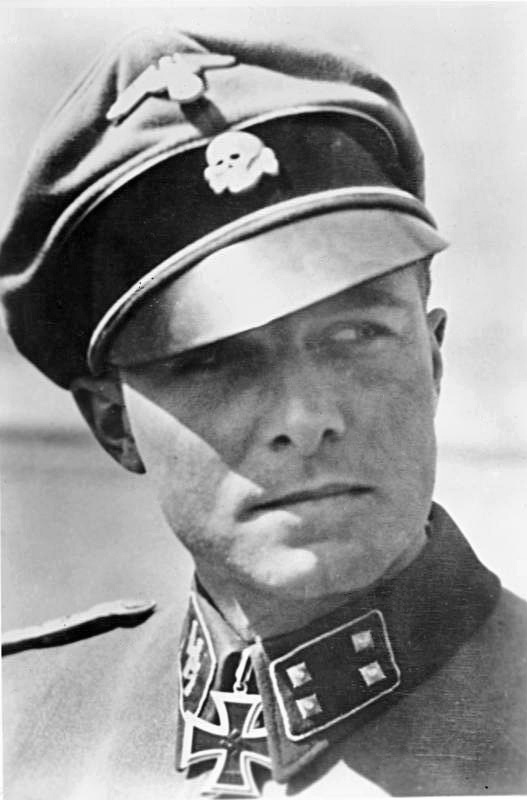
Joachim Peiper als SS-Sturmbannführer (Foto: Kurt Alber, 1943)

Joachim „Jochen“ Peiper (* 30. Januar 1915 in Wilmersdorf; † 14. Juli 1976 in Traves, Frankreich) war erst Adjutant Heinrich Himmlers und bei Kriegsende hochdekorierter Führer der Waffen-SS, seit 30. Januar 1944 im Rang eines SS-Obersturmbannführers. Er wurde für Kriegsverbrechen seiner Einheit in Italien und Belgien als Regimentskommandeur verantwortlich gemacht und im Malmedy-Prozess 1946 zum Tode verurteilt. Sein Todesurteil wurde nachträglich in eine Haftstrafe umgewandelt, aus der er 1956 entlassen wurde. 1976 starb er unter ungeklärten Umständen bei einem Brandanschlag auf sein Haus in Frankreich.

## Leben
Peiper stammte aus einem bildungsbürgerlichen Elternhaus. Sein in Schlesien geborener Vater war als Hauptmann im Ersten Weltkrieg im damaligen Deutsch-Südwestafrika und in der Türkei im Einsatz. Nach dem Besuch der Goethe-Oberrealschule entschied sich Peiper als 17-Jähriger für eine Laufbahn in der nationalsozialistischen Parteiorganisation. Im Frühjahr 1933 trat er in die Hitlerjugend ein; im Oktober 1933 wurde er Mitglied der SS (SS-Nummer 132.496).
1934 wurde Peiper als SS-Führeranwärter in die SS-Junkerschule Braunschweig aufgenommen. Am 20. April 1936 zum Zugführer und SS-Untersturmführer ernannt, verpflichtete er sich zur Leibstandarte SS Adolf Hitler (LSSAH), einer der ersten größeren Militäreinheiten der SS und damit eine der Kerneinheiten der späteren Waffen-SS. Am 10. Dezember 1937 beantragte er die Aufnahme in die NSDAP und wurde zum 1. März 1938 aufgenommen (Mitgliedsnummer 5.508.134). 1938 wurde Peiper in den persönlichen Stab Himmlers aufgenommen und 1939 zum ersten Adjutanten befördert.

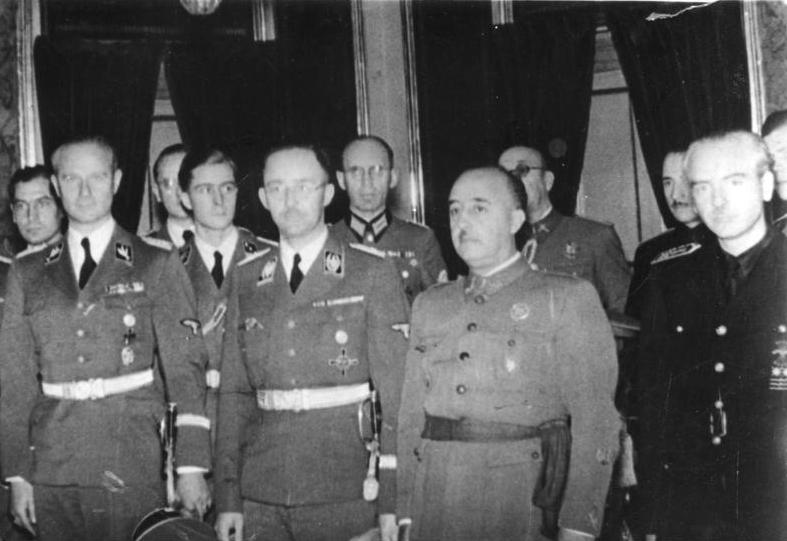
Peiper links hinter Himmler stehend (1940 in Spanien beim Empfang durch Francisco Franco)

Ab 1939 wurde Peiper in der LSSAH eingesetzt und war beim Überfall auf Polen im Herbst 1939 Kompaniechef. Im Krieg gegen die Sowjetunion war er zunächst an der Ostfront eingesetzt und im September 1943 im Piemont. Hier war Peipers Einheit am Kriegsverbrechen von Boves beteiligt (siehe unten). Während der Ardennenoffensive kommandierte er eine u. a. aus Panzerkampfwagen VI Tiger II bestehende Kampfgruppe. Auch hier war seine Einheit an Kriegsverbrechen beteiligt, nämlich am Massaker von Malmedy. Peiper trug die „volle Verantwortung für das Massaker“, da er seinen Untergebenen die Direktive erteilt hatte, dass beim Vormarsch Kriegsgefangene kein Hindernis darstellen dürften und so deren Erschießung sanktionierte.
Im Westfeldzug erwarb er das Eiserne Kreuz beider Klassen; am 9. März 1943 wurde er mit dem Ritterkreuz des Eisernen Kreuzes ausgezeichnet. Für die Führung des SS-Panzer-Regiments 1 erhielt er am 27. Januar 1944 das Eichenlaub zum Ritterkreuz. Als SS-Obersturmbannführer erhielt er am 11. Januar 1945 die Schwerter zum Eichenlaub.
Kurz vor Kriegsende – das genaue Datum ist unbekannt – soll Peiper noch zum Standartenführer der Waffen-SS befördert worden sein. Die Stellenbesetzungsliste der LSSAH führte Peiper am 1. März 1945 noch als Obersturmbannführer. Die Beförderung kann weder im Bundesarchiv Berlin noch in den Unterlagen der Deutschen Dienststelle (WASt) nachgewiesen werden. Nach den bisherigen Überlieferungen muss die von Sepp Dietrich ausgesprochene Beförderung als unzulässig und nicht rechtswirksam angesehen werden. In der Gefangenschaft gab Peiper allerdings seinen letzten Dienstgrad mit „SS-Standartenführer“ an.

### Massaker von Boves
Im September 1943 war Peiper als Kommandeur eines Bataillons der LSSAH im Piemont in Norditalien stationiert. Mit dem Waffenstillstand von Cassibile vom 3. September 1943 war das Bündnis zwischen Deutschland und Italien zerbrochen; der Waffenstillstand wurde am 8. September bekanntgegeben. Daraufhin leitete der Oberbefehlshaber Süd, Generalfeldmarschall Albert Kesselring, in seinem Befehlsbereich den Fall Achse ein, in dem die Deutschen alle italienischen Verbände entwaffneten. Mit der Durchführung der Operation in Norditalien wurde Generalfeldmarschall Erwin Rommel betraut.
Am Morgen des 19. Septembers nahmen italienische Partisanen zwei deutsche Unteroffiziere gefangen, die in Boves nahe bei Cuneo Material aus einem italienischen Militärdepot beschlagnahmen wollten. Ein erster Befreiungsversuch scheiterte, dabei starb ein deutscher Soldat. Peiper erschien an der Spitze einer Kompanie gegen Mittag in Boves. Über den Fortgang der Ereignisse liegen von deutschen und italienischen Zeugen stark unterschiedliche Darstellungen vor.

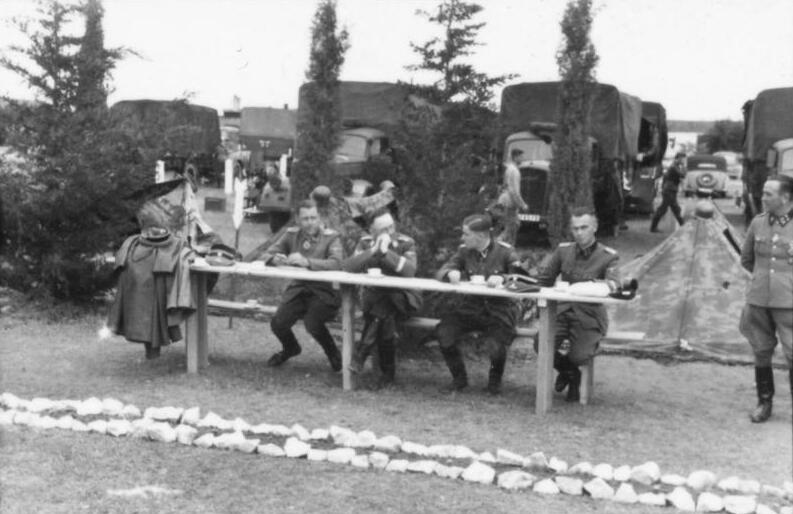
Heinrich Himmler, Joachim Peiper (in Griechenland)

Nach italienischen Untersuchungen bezog Peipers Einheit eine Position, die gleichermaßen der Abwehr eines befürchteten Partisanenangriffs wie auch der Verhinderung der Flucht der Einwohner dienen sollte. Peiper habe dann den Pfarrer von Boves, Don Bernardo, und den Industriellen Vassallo beauftragt, die Partisanen zur Freigabe der beiden Gefangenen zu überreden. Die beiden Vermittler verhandelten erfolgreich. Noch vor der Rückkehr der Gefangenen begann das Massaker. Die beiden Unterhändler wurden in die Kirche eingeschlossen, die in Brand gesetzt wurde; sie kamen in den Flammen um. 21 Zivilisten wurden erschossen, ein weiterer starb nach knapp einem Monat. Die Opfer waren überwiegend Alte, Kranke und Körperbehinderte. Anschließend wurde der ganze Ort in Brand gesteckt. Das Feuer zerstörte 350 Häuser; am 20. September untersagte Peiper der Feuerwehr von Cuneo Löscharbeiten.
Nach Peipers Angaben in einer gerichtlichen Voruntersuchung am Landgericht Stuttgart seien die Häuser in Boves durch Kampfhandlungen in Brand geraten. Dem widersprechend hieß es in einer Meldung des II. SS-Panzerkorps unter Paul Hausser an die Heeresgruppe B: „Die Versorgungsbasen für Banditen Boves und Castellar wurden abgebrannt.“ Peiper wie die beiden anderen Beschuldigten gaben auch an, die beiden gefangenen deutschen Soldaten seien gewaltsam befreit worden. Nach den Angaben von fünf als Zeugen vernommenen Angehörigen von Peipers Einheit kehrten die Gefangenen mit Hilfe der Unterhändler zurück.
Zu einem Prozess gegen Peiper kam es nicht, im Einstellungsbeschluss von 1968 der Voruntersuchung hieß es:

„Die Tatsache, daß am 19.9.1943 [im Beschlusstext irrtümlich 23.9.] in Boves und näherer Umgebung die in der Verfügung über die Eröffnung der Voruntersuchung genannten Personen eines gewaltsamen Todes gestorben sind, kann nicht in Zweifel gezogen werden. […] Aufgrund des Ermittlungsergebnisses ist ferner davon auszugehen, daß jedenfalls ein Teil der Getöteten Opfer von Ausschreitungen sind, die von Angehörigen des Bataillons Peiper begangen wurden.“

Das Gericht sah es auch als erwiesen an, dass Peipers Einheit Häuser in Brand gesteckt hatte und auf flüchtende Männer geschossen wurde. Die drei Angeschuldigten, darunter Peiper, wurden außer Verfolgung gesetzt, da sich nicht feststellen ließ, dass sie die Erschießung von Zivilisten und das Niederbrennen der Häuser befohlen hatten.
Als möglicher Hintergrund des Massakers gilt die Abschreckung italienischer Soldaten, um nach dem Kriegsaustritt ihres Landes deren Anschluss an den Widerstand zu verhindern: Nach Meldungen der LSSAH vom 17. September hielt im Raum Cuneo-Boves der Widerstand der Soldaten gegen ihre Entwaffnung an. Am 20. September sprach die Division davon, dass – abgesehen von kleinen Gruppen – die Truppenteile ihre Waffen niedergelegt hätten.
Dem Militärhistoriker Jens Westemeier zufolge basierte die Gerichtsentscheidung von 1968 auf der damals noch mangelhaften wissenschaftlichen Dokumentation und Aufarbeitung des Vorgehens von Waffen-SS-Verbänden gegen Ortschaften, bei denen sie die Unterstützung von Partisanen vermuteten. Peiper habe mit dem Massaker von Boves ein Exempel statuiert: „Boves brannte als Peiper mit dem Gros seiner Männer abzog; nicht durch Artilleriefeuer, sondern durch Brandlegung. Das Massaker von Boves war typisch für das Vorgehen von Peipers Verbänden und lässt sich […] in eine Reihe mit den Verbrechen in der Sowjetunion und in Belgien stellen.“

### Malmedy-Massaker

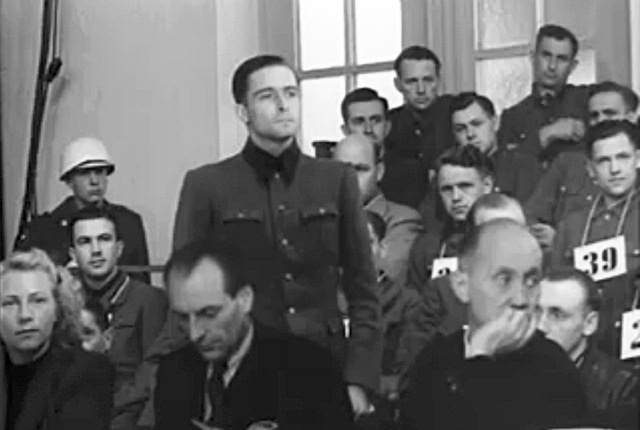
Joachim Peiper beim Malmedy-Prozess 1946

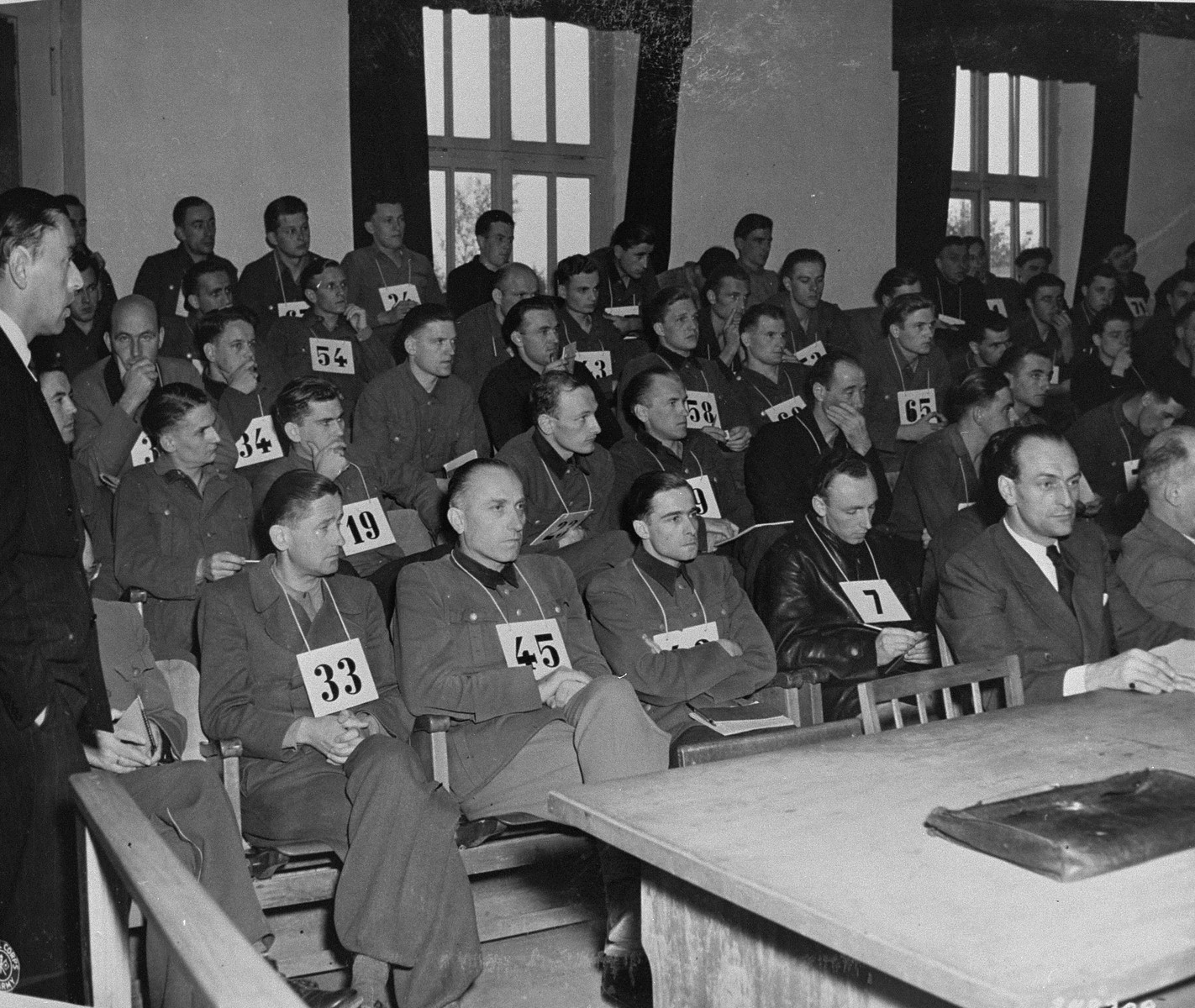
Joachim Peiper inmitten der Mitangeklagten (1. Reihe, 3.v.l.)

Im Dezember 1944 war Peiper während der Ardennenoffensive Kommandeur des 1. Panzerregiments der LSSAH, genannt Kampfgruppe Peiper. Für den Erfolg der Ardennenoffensive war die Einnahme von Brücken über die Maas eine notwendige Voraussetzung, für die Peipers Kampfgruppe, ein etwa 2000 Mann starker Verband, verantwortlich war. Sie sollten den raschen Durchbruch durch die amerikanischen Stellungen erzwingen und bei Lüttich zur Maas vordringen. Am 17. Dezember 1944 gegen 13:30 Uhr nahm eine Vorauseinheit der Panzertruppe an einer Straßenkreuzung in Baugnez bei Malmedy mehr als 100 US-amerikanische Soldaten gefangen. Sie entwaffnete die Soldaten und zwang sie, sich auf einem Feld südlich und westlich der Kreuzung aufzustellen. Kurz danach beschoss die Vorauseinheit die wehrlosen Gefangenen in einem zwei- bis dreiminütigen Dauerfeuer mit einem Maschinengewehr und Pistolen. Danach betraten einige Männer dieser Einheit das Feld und versuchten die restlichen noch lebenden am Boden liegenden verwundeten Gefangenen zu töten. Diese hatten zum Teil weglaufen können und waren daher über das Terrain verstreut. Das ganze dauerte etwa 10 bis 15 Minuten. Danach fuhr die Einheit weiter. Nun schoss der Hauptteil der Kampfgruppe Peiper während des Passierens an diesem Ort etwa eine Stunde lang aus seinen Fahrzeugen auf die offenbar sich teilweise noch bewegenden Soldaten. Danach lagen Überlebende noch einige Stunden auf dem Feld und versuchten sich zu verstecken. Einige Überlebende brauchten etwa vier Tage, um sich zu amerikanischen Truppen durchzuschlagen und mitzuteilen, was passiert war. Bei der Erschießung wurden 82 amerikanische Soldaten getötet, 54 Soldaten überlebten. Dieser Vorgang wurde als das Malmedy-Massaker bekannt. Während dieser Zeit kam es unter Peipers Verantwortung bei Trois-Ponts und Stavelot zu einem weiteren Massaker an der belgischen Zivilbevölkerung.

### Gefangennahme, Prozess und Verurteilung
Nach der bedingungslosen Kapitulation der Wehrmacht versuchte Peiper ab dem 9. Mai 1945 vom in amerikanisch besetztem Gebiet gelegenen Raum Steyr westlich der Enns aus, zu Fuß die noch unbesetzten Alpen zu überqueren, um seine Familie in Rottach zu erreichen. Am 22. Mai wurde er kurz vor Erreichen seines Ziels bei Schliersee von einer Streife der 42. US-Infanteriedivision aufgegriffen. Nach Aufenthalten in Gefangenenlagern in Schliersee, Rottach-Egern und Feuchtwangen kam Peiper ins Internierungslager Nürnberg-Langwasser, wo er am 20. August als potentiell am Malmedy-Massaker Tatbeteiligter identifiziert wurde. Am 22. August wurde er daraufhin in das Interrogation Camp der 3. US-Armee nach Freising überstellt. Nach Verlegung in das US-Army Group Interrogation Center Oberursel im September 1945, nach Zuffenhausen bei Stuttgart im Oktober 1945 und nach Schwäbisch Hall im Dezember 1945 wurde Peiper am 16. April 1946 an den Gerichtsort Dachau gebracht, wo am 16. Mai 1946 der Prozess wegen des Malmedy-Massakers begann.
Im Juli 1946 wurde Peiper im Malmedy-Prozess zusammen mit 42 weiteren Soldaten als Kriegsverbrecher zum Tode verurteilt. Der Oberbefehlshaber der US-amerikanischen Streitkräfte in Europa, Thomas T. Handy, begnadigte Peiper am 31. Januar 1951 zu lebenslanger Haft. In seiner Begründung ging Handy auf Gnadengesuche für Peiper ein:
„Seine Anhänger zeichnen von ihm das Bild eines kraftvollen Führers, der seine Leute begeisterte und die Seele seiner Truppe war. Viele seinetwegen überreichte Gesuche beruhen ausschließlich auf der Erklärung, daß ein so hervorragender Offizier und Soldat sich solcher Verbrechen nicht schuldig gemacht haben könne. […] Auch ich bin davon überzeugt, daß Peiper der beseelende Geist bei der Vorbereitung von Terror und bei der Tötung von Kriegsgefangenen durch diese Truppe war. Gerade diese Argumente, die auf Peipers Führungsqualitäten hinweisen, werden jeden uneingenommenen Beobachter davon überzeugen, daß die Tötung von Kriegsgefangenen an so vielen verschiedenen Orten seines Operationsgebietes ohne sein Wissen und ohne seine Einwilligung, ja sogar ohne die treibende Kraft seiner Persönlichkeit nicht möglich gewesen wäre.“
Während seiner Haftzeit in Landsberg leitete Peiper seit 1954 die interne Gefängnisschule, an der von Häftlingen in den verschiedensten Wissensgebieten unterrichtet wurde und Häftlinge sich auf Schulabschlüsse vorbereiten und Kurse in diversen Hochschulfächern belegen konnten.

### Nach der Haftentlassung
Nach der vorzeitigen Entlassung aus dem Kriegsverbrechergefängnis Landsberg 1956 arbeitete Peiper ab 1957 für Porsche, wurde jedoch später auf Druck des Betriebsrats entlassen. Eine vorübergehende Beschäftigung bei VW führte ebenfalls zu Protesten aus der Belegschaft. Zuletzt arbeitete er als Personalchef des Stuttgarter Motorbuch Verlags, ehe er in den 1960er Jahren nach Frankreich zog. Dort blieb er als Lektor und – unter dem Pseudonym Richard Buschmann – als Übersetzer von Militärbüchern für den Motorbuch Verlag tätig.

## Tod

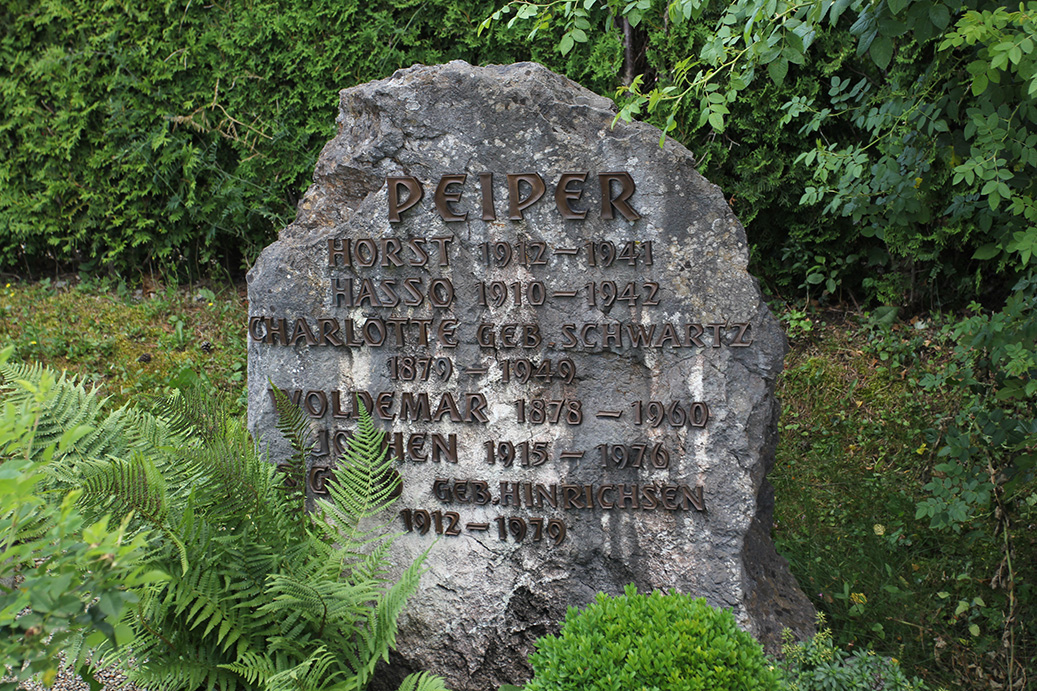
Familiengrab in Schondorf

Als Peipers Anwesenheit 1976 der französischen Presse bekannt wurde, forderte die kommunistische Tageszeitung L’Humanité, Peiper nach Deutschland auszuweisen. Im Juni 1976 erhielt er eine Morddrohung und sandte seine Familie nach Deutschland zurück. Er selbst blieb in Traves zurück. In der Nacht vom 13. auf den 14. Juli 1976 kam es zu einem Schusswechsel, bei dem auch Peiper offensichtlich mehrere Schüsse abgab. Sein Haus wurde in Brand gesteckt, in der Ruine wurde ein verkohlter Leichnam, vermutlich Peipers, gefunden. Die Tat wurde nie aufgeklärt, zu ihr bekannte sich das „Aktionskomitee Widerstand-Deportation“. Beerdigt wurde Peiper in Schondorf am Ammersee.

## Rezeption
Peipers rechtmäßige Verurteilung als Kriegsverbrecher wurde 1976 in der Presse u. a. vom Spiegel und der Zeit in Frage gestellt.
Der Historiker Volker Rieß konstatierte 2001, dass zu Peiper und dem Malmedy-Prozess „mehr oder minder apologetische Darstellungen“ überwiegen, die insbesondere die amerikanische Untersuchungsführung im Prozess kritisierten. Zu diesen Darstellungen zählte Rieß die Veröffentlichungen von Ralf Tiemann, Patrick Agte, Michael Reynolds, Gerd J. Gust Cuppens sowie eine frühe Veröffentlichung von Jens Westemeier. Extrem rechte Darstellungen unterstellen Geschichtsfälschungen.
Die rechtsextreme National-Zeitung porträtierte Peiper im Juli 2000 in ihrer Serie „Große deutsche Soldaten – unsterbliche Helden“. Laut National-Zeitung war Peipers Ruf „legendär“; er zähle zu den „markantesten Figuren innerhalb der Waffen-SS“. Von Peiper geführte Einheiten hätten „atemberaubende Waffentaten“ vollbracht. Zugleich bezeichnete die National-Zeitung die Verurteilungen im Malmedy-Prozess als „die Wiege für eine anschließende und anhaltende Kriminalisierung der Waffen-SS“. In der Serie wurden ausschließlich dem NS-Regime treu ergebene Soldaten gewürdigt, zum Teil unter Verwendung von sprachlichen Formeln der Wehrmacht- und NS-Propaganda. Der Politikwissenschaftler Fabian Virchow ordnet die Serie in „die Vorstellung der extremen Rechten von den auf die Tat orientierten, den Lauf des Geschehens/der Geschichte im Interesse des ‚nationalen‘ oder ‚völkischen‘ Kollektivs gestaltenden Männern“ ein. Die Charakterisierungen verwiesen „zugleich auf eine Konzeptualisierung von Männlichkeit, deren Profil – sehr vereinseitigt – durch Eigenschaften wie ‚Härte‘, ‚Opferbereitschaft‘, ‚Todesmut‘, ‚Tapferkeit‘, ‚Zähigkeit‘, ‚Schneid‘ oder ‚Steherqualitäten‘ zu markieren wäre“.
In seiner Anfang 2014 publizierten Dissertation (Universität Potsdam, 2009) über Joachim Peiper und die Waffen-SS in Krieg und Nachkriegszeit revidierte der Militärhistoriker Jens Westemeier die Darstellungen seiner eigenen, 1996 veröffentlichten, apologetischen Peiper-Monographie grundlegend und charakterisiert den Führungsstil Peipers nun als militärisch-fachlich unqualifiziert, zur Führung größerer Verbände ungeeignet und von Selbstherrlichkeit statt Realitätssinn geprägt. Die taktische Führung eines Regiments habe ihn überfordert, horrende Verluste der ihm untergebenen Einheiten habe er als unvermeidlich dargestellt. Peiper sei tatsächlich ein durchaus ideologisch fanatisierter „Rassekrieger Himmlers“ gewesen, der wesentliche Verantwortung für Kriegsverbrechen getragen habe und „als egozentrischer Vorgesetzter über die Leichen seiner Männer und erst recht über die seiner Feinde ging“. Westemeier weist darauf hin, dass es zur Zeit des Nationalsozialismus, im Gegensatz zu anderen „Kriegshelden“, keinen Mythos Peiper gegeben habe. Dieser sei erst in der Nachkriegszeit als Aktion der „Kriegsverbrecherlobby“ (Westemeier), namentlich der HIAG und der Ordensgemeinschaft der Ritterkreuzträger, entstanden.